# Comté de Pearl River
Le comté de Pearl River est situé dans l’État du Mississippi, aux États-Unis. Il comptait 48 621 habitants en 2000. Son siège est Poplarville.
Son nom vient de la rivière aux Perles (Pearl river) qui la traverse.